# ワニ男爵
『ワニ男爵』は、岡田卓也による日本の漫画。本作は「グルメコメディ」とされている。『週刊モーニング』（講談社）にて、2016年51号、2017年8号、14号、17号、26号、29号に不定期連載された後、本連載に移行して2016年33号から2018年23号まで連載。

## 登場人物
アルファルド・J・ドンソン
本作の主人公である雄のナイルワニ。出身はアフリカ・ナイル川。
ノーブルで紳士な小説家。基本的に冷静で親切だが、ふとしたことがきっかけとなってかつての野性が目覚め、暴走してしまうこともある。
ラビットボーイ
本作のもう一人の主人公である雄の兎で、アルファルドの愉快な相棒。
アルファルドを「先生」と呼んで慕っており、基本的に彼に奢られる形で食べ歩きに同行する。
口が悪く、ファッションセンスもかなり奇抜なもの勝っておりである。
ジャスティン
第5話「ホテルビュッフェ編」から登場した、ナルシストで雑学に詳しい雄のビーバー。　
アルファルドと同様に食べ歩きや旅行が趣味で、彼らの行先で度々会うようになり、友人となる。
内なる野性を持つアルファルドを高く評価しており、ラビットボーイのこともからかってはいるが気に入っている。
ソフィアンヌ・G・キャトリン
第11話より登場した、運輸業で名を馳せた大財閥キャトリン家の御令嬢。愛称はソフィ。
外界の物は成長に悪影響だと考える父親によってジャンクフードとは無縁の生活を強いられてきたが、耐え兼ねて家を抜け出した先でアルファルド達と出会い、友人となる。
世間知らずで傲慢な性格で、ラビットボーイを「ラビボ」と略して呼びぞんざいに扱うが、時折見せる乙女な姿からラビットボーイに好意を寄せられている。

## 書誌情報
- 岡田卓也『ワニ男爵』講談社〈モーニングKC〉、全3巻
  1. 2017年7月21日発売[3]、ISBN 978-4-06-510058-5
  2. 2017年12月21日発売[4]、ISBN 978-4-06-510620-4
  3. 2018年5月23日発売[5]、ISBN 978-4-06-511418-6